# Борис Йотов
Борис Йотов (на азербайджански: Boris Yotov) е български и азербайджански гребец.
Роден е на 25 февруари 1996 година в София. От ранна възраст се занимава с академично гребане.
По-късно получава азербайджанско гражданство. През 2014 година е 2-ри на европейското първенство в дисциплината двойка скул заедно с Александър Александров.
От 2016 г. се състезава за България. Европейски шампион по академично гребане в дисциплината „Скиф“ за младежи до 23 години от първенството в полския град Крушвица на 3 септември 2017 г.
Носител на званието „Заслужил гражданин на Община Горна Малина“ с Решение № 113 от Протокол № 9 на общинскиs съвет.